# Stazione di Fleres
La stazione di Fleres (in tedesco Bahnhof Pflersch) era una fermata ferroviaria posta sulla linea Brennero-Bolzano. Serviva la località di Fleres, nella frazione Colle Isarco del comune di Brennero (BZ).

## Storia

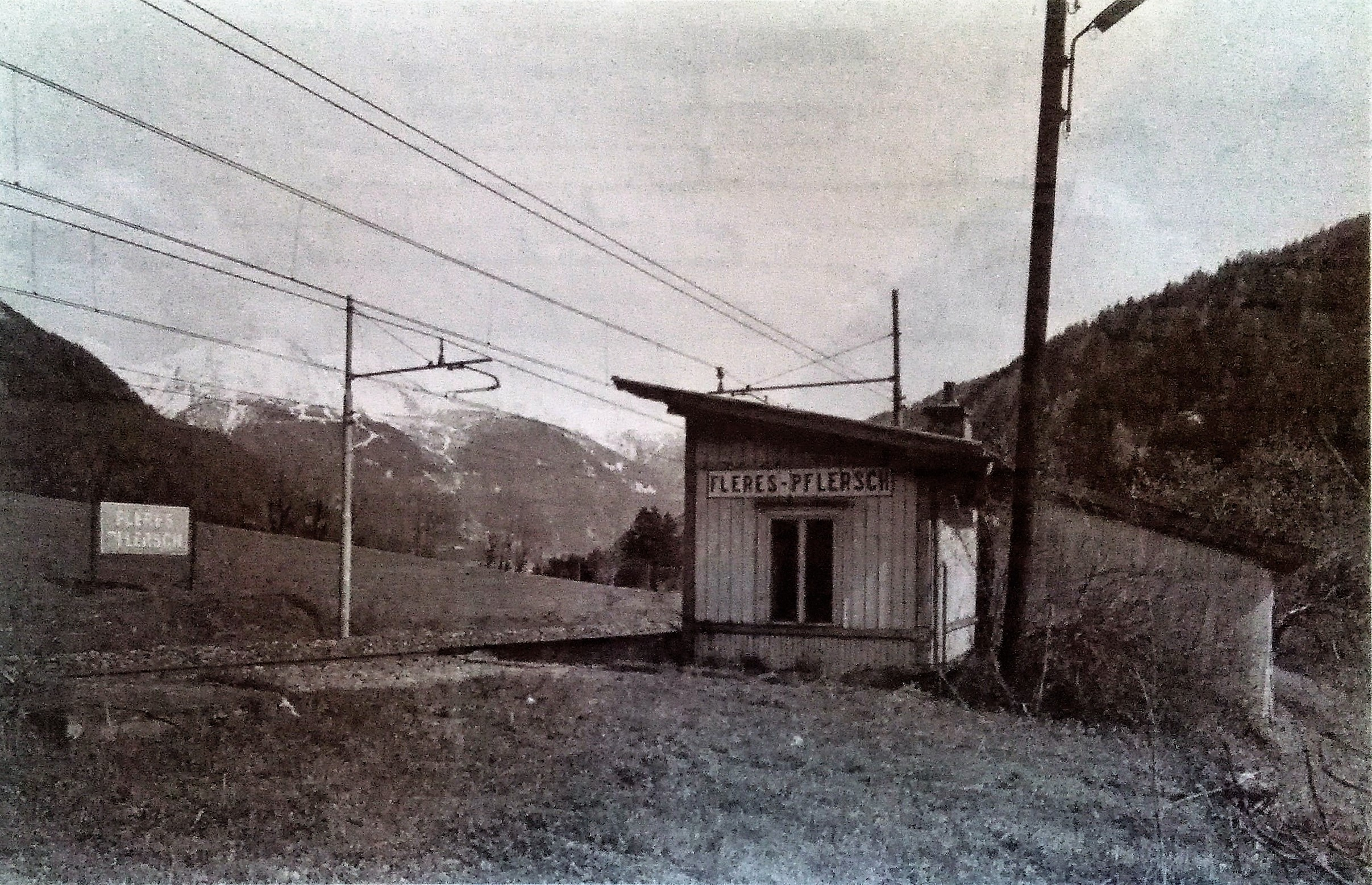
La fermata fotografata negli anni d'esercizio

La fermata venne attivata all'atto dell'apertura della linea, a poca distanza dal portale meridionale della galleria elicoidale Ast, nella Val di Fleres. Due erano gli edifici: un piccolo fabbricato viaggiatori di legno, con tetto a singolo spiovente, adibito a sala d'attesa e ufficio del Dirigente Movimento, e una minuscola capanna egualmente in legno, ospitante i servizi igienici. La fermata fu soppressa e poi integralmente demolita nel 1999, per consentire l'attivazione della nuova galleria Fleres, che consentì di bypassare e dismettere il tragitto che toccava la stazione di Moncucco.

## Strutture e impianti
Come già accennato, la stazione è stata interamente demolita: il sito che la accoglieva ospita l'ingresso sud della galleria Fleres e una sottostazione elettrica.